# Droga krajowa nr 58 (Węgry)
Droga krajowa nr 58 (węg. 58-as főút) – droga krajowa w komitacie Baranya w południowo-zachodnich Węgrzech. Długość - 31 km. Przebieg: 
- Pecz – skrzyżowanie z 6 i z 57
- Harkány (obwodnica)
- przejście graniczne Drávaszabolcs – Donji Miholjac na granicy węgiersko-chorwackiej - połączenie z chorwackimi drogami nr 34 i 53